# Konjaku monogatarishū
Il Konjaku monogatarishū (今昔物語集? lett. "Antologia delle avventure del passato e presente"), anche detto Konjaku monogatari (今昔物語?), è una raccolta di oltre mille racconti (monogatari) scritti nel tardo periodo Heian (794-1185). Inizialmente la raccolta era composta da 31 volumi, di cui oggi se ne conservano 28. I volumi contengono varie opere di letteratura indiana, cinese e folclore giapponese. I resoconti sull'esistenza dei racconti mancanti si trovano in forma di critica letteraria, la quale contribuisce a ricostruire l'opera almeno in parte.

## Titolo
Ogni racconto nel Konjaku monogatarishū comincia con la formula C'era una volta (今は昔?), pronunciato in giapponese ima wa mukashi. La lettura cinese adottata nel titolo per "今昔" è invece konjaku.
Il Konjaku monogatarishū è comunemente conosciuto con l'abbreviazione Konjaku monogatari, tuttavia il titolo esteso è più accurato poiché si tratta d'un'antologia e non di un singolo racconto.

## Struttura
I volumi del Konjaku monogatarishū sono divisi secondo il luogo di svolgimento del racconto. I primi 5 volumi, sezione Tenjiki (天竺?), contengono racconti situati in India. I cinque volumi successivi, detti Shintan (震旦?), contengono racconti svoltisi in Cina. La sezione Honchō (本朝?), contiene racconti svoltisi in Giappone.
Da notare che la successione delle storie segue parallelamente il percorso di diffusione del buddismo sino in Giappone, per definirne le caratteristiche che giunge ad acquisire in ambito nipponico e con nuovi praticanti. Infatti fu in primo luogo l'India a dare i natali al buddismo, che diventò poi molto popolare in Cina. La religione si era così già mutata quando, in seguito, raggiunse il Giappone, che a lungo subì l'influenza della Cina e aggiunse alla propria parti rilevanti della sua cultura, costituendo un nuovo buddismo giapponese.

## Contenuti
L'argomento è tratto in gran parte dalla tradizione popolare buddista e laica. Non sono presenti accenni alla mitologia, e le tematiche collegate allo shintoismo sono molto ridotte. I racconti buddisti toccano un'ampia gamma di soggetti, e ve ne sono sia di carattere storico, sullo sviluppo, il tramandamento e la diffusione del buddismo, sia di carattere dogmatico con enfasi sulla retribuzione karmica. I personaggi sono tratti prevalentemente dalla società giapponese dell'epoca: aristocratici, guerrieri, monaci, studiosi, dottori, contadini, pescatori, mercanti, prostitute, banditi, mendicanti; il tipico scenario li vede parte di un incontro tra uomo e sovrannaturale, in particolare oni e tengu.
I temi trattati provengono quasi tutti dalla cultura buddista o dal folclore secolare. L'antologia non contiene contenuti di stampo mitologico, e sono veramente pochi i riferimenti a temi dello Shintoismo. I racconti buddisti coprono una vasta gamma di temi, sia quelli sullo sviluppo e diffusione del Buddismo, sia altre, ad esempio, enfatizzanti le punizioni imposte dal karma. I racconti folclorici narrano soprattutto di contatti tra esseri umani ed il soprannaturale. I personaggi tipici sono estratti dalla società giapponese d'allora (nobili, guerrieri, monaci, scolari, dottori, contadini, pescatori, mercanti, prostitute, banditi, mendicanti), mentre le controparti soprannaturali sono Oni (folclore) e tengu.